# Saint-Denis (Aude)
Saint-Denis é uma comuna francesa na região administrativa de Occitânia, no departamento de Aude. Estende-se por uma área de 8,21 km². Em 2010 a comuna tinha 521 habitantes (densidade: 63,5 hab./km²).